# Gossypiboma
Gossypiboma (textiloma) – określenie medyczne na chustę chirurgiczną zostawioną przypadkowo wewnątrz ciała pacjenta po operacji chirurgicznej. Określenie powstało z połączenia łac. gossypium (oznaczającego bawełnę) i boma – oznaczającego w suahili "miejsce ukrycia".
Co roku dochodzi do 3 000–5 000 przypadków przypadkowego pozostawieni chust chirurgicznych wewnątrz ciała pacjenta, co daje częstość około 1 przypadku na 1 500 interwencji chirurgicznych. Zapobieganie temu powikłaniu polega na starannym liczeniu zużywanych chust podczas zabiegu.